# Interpolationssuche
Die Interpolationssuche, auch Intervallsuche genannt, ist ein von der Binären Suche abgeleitetes Suchverfahren, das auf Strukturen mit wahlfreiem Zugriff wie z. B. Listen und Arrays zum Einsatz kommt. Das Verfahren geht davon aus, dass die Daten aufsteigend sortiert und etwa gleichverteilt sind.
Während der Algorithmus der Binären Suche stets das mittlere Element des Suchraums überprüft und ihn somit in jedem Schritt halbiert, versucht der Algorithmus der Interpolationssuche einen günstigeren, dem Suchwert nahe liegenden Teilungspunkt zu finden. Dabei adaptiert er die intuitive Vorgehensweise der Suche nach einem Wort in einem Wörterbuch: Bei der Suche nach z. B. Wolf grenzt man die Suche nicht nur auf die zweite Hälfte ein (wie beim Binären Suchen), sondern man sucht nahe dem Ende des Wörterbuches, während die Suche nach Boot weit vorne beginnt.

## Der Algorithmus
In einer Schleife oder durch rekursive Aufrufe bestimmt der Algorithmus im anfänglichen bzw. verbliebenen Suchraum anhand des Suchbegriffes eine Teilungsposition. Die Bestimmung der Teilungsposition erfolgt durch Ausnutzung der Gleichverteilung der Daten und nach Bereinigung des Suchbegriffs um den Basiswert (= kleinster Wert).
{\displaystyle {\text{Position}}:={\frac {\text{Anzahl der Werte im Suchraum}}{{\text{größter Wert}}-{\text{kleinster Wert}}}}\cdot ({\text{gesuchter Wert}}-{\text{kleinster Wert}})}
Ist der Datenwert an dieser Position identisch mit dem Suchbegriff, terminiert der Algorithmus. Ist der Datenwert kleiner, befindet sich der gesuchte Wert aufgrund der Vorsortierung im hinteren Teil der Daten. In diesem Fall wird der Suchraum verkürzt, indem die linke Grenze auf die gefundene Position verschoben und die rechte Grenze beibehalten wird. Ist der Datenwert größer, erfolgt die Verkürzung zum vorderen Teil der Daten durch Verschieben der rechten Grenze auf die gefundene Position und Beibehaltung der linken Grenze.
Sodann folgt der nächste Schleifendurchlauf bzw. rekursive Aufruf.

## Beispiel
Gegeben ist ein Array {\displaystyle A}, in dem der Wert {\displaystyle w=7} gesucht werden soll.
| 2 | 4 | 7 | 9 | 12 | 21 | 26 | 31 | 37 |

Die Position {\displaystyle p} des Teilungselements ergibt sich im allgemeinen Fall aller Schleifendurchläufe durch Anpassung obiger Formel an den jeweils verbliebenen Suchraum
{\displaystyle p:=l+{\frac {r-l}{A[r]-A[l]}}\cdot (w-A[l])}
mit anschließendem Runden auf den nächsten ganzzahligen Wert.
1. Schleifendurchlauf
Anfangs werden die linke und rechte Grenze auf die Grenzen des Arrays gesetzt, also {\displaystyle l:=0} und {\displaystyle r:=8}. Der erste Schleifendurchlauf ergibt (rot = Suchbereich, blau = {\displaystyle A[p]}, fett = gesucht):
{\displaystyle p:=0+{\frac {8-0}{37-2}}\cdot (7-2)=1{\frac {1}{7}}\to 1}
| 2 | 4 | 7 | 9 | 12 | 21 | 26 | 31 | 37 |

Daraufhin wird geschaut, ob das gefundene Element das gesuchte ist. Das ist nicht der Fall. Der Wert {\displaystyle A[p]=A[1]=4} ist kleiner als das gesuchte Element {\displaystyle w=7}. Somit muss auf der rechten Seite weiter gesucht werden. Hierzu wird die linke Grenze auf {\displaystyle l:=p+1=2} erhöht und die rechte Grenze beibehalten.
2. Schleifendurchlauf
Der zweite Schleifendurchlauf berechnet:
{\displaystyle p:=2+{\frac {8-2}{37-7}}\cdot (7-7)=2\to 2}
| 2 | 4 | 7 | 9 | 12 | 21 | 26 | 31 | 37 |

Nun ist {\displaystyle A[p]=A[2]=7=w}. Das Element wurde gefunden und die Suche endet. Sie hat 2 Schritte benötigt.

## Komplexität
Eine Untersuchung der Interpolationssuche erweist sich als sehr komplex, als Laufzeit kann jedoch {\displaystyle {\mathcal {O}}(\log(\log(n)))} (n ist die Anzahl der Elemente) im durchschnittlichen Fall angenommen werden. Im ungünstigsten Fall (die interpolierte erwartete Position ist immer am Rand) beträgt die Laufzeit allerdings {\displaystyle {\mathcal {O}}(n)}. Diese Beeinträchtigung löst die Quadratische Binärsuche.

## Beispielimplementierungen
```
type

  
TIntArray
 
=
 
array
 
of
 
integer
;

function
 
interpolierteSuche
(
schluessel
:
 
integer
;
 
var
 
daten
:
 
TIntArray
)
:
 
integer
;

var

  
links
,
 
rechts
,

  
versch
,
 
aPos
:
 
integer
;

begin

  
links
 
:=
 
0
;

  
rechts
 
:=
 
high
(
daten
)
;

  
versch
 
:=
 
0
;

  
aPos
 
:=
 
0
;

  
while
 
(
schluessel
 
>=
 
daten
[
links
])
 
and
 
(
schluessel
 
<=
 
daten
[
rechts
])
 
do

  
begin

    
versch
 
:=
 
daten
[
rechts
]
 
-
 
daten
[
links
]
;

    
aPos
 
:=
 
links
 
+
 
round
((
rechts
 
-
 
links
)
 
*
 
(
schluessel
 
-
 
daten
[
links
])
 
/
 
versch
)
;

    
if
 
(
schluessel
 
>
 
daten
[
aPos
])
 
then

      
links
 
:=
 
aPos
 
+
 
1

    
else
 
if
 
(
schluessel
 
<
 
daten
[
aPos
])
 
then

      
rechts
 
:=
 
aPos
 
-
 
1

    
else
 
begin

      
result
 
:=
 
aPos
;

      
exit
;

    
end
;

  
end
;

  
result
 
:=
 
-
1
;

end
;

```